# Тестови вариант
Тестови вариант (на английски: test case) в софтуерното обезпечаване на качеството и софтуерното инженерство е набор от условия, при които тестващият определя дали се удовлетворяват по-рано определените условия. За да се определи дали условието е изпълнено изцяло може да са необходими множество варианти на тестването.
Така че тестовият вариант в софтуерното инженерство е съвкупност от условия или променливи при които тестващият ще определи дали приложението или софтуерната система работи правилно или не. Описаните тестови варианти се събират заедно в тестови комплекти / групи (test suites).
|  | Тази страница частично или изцяло представлява превод на страницата „Вариант тестирования“ и страницата Test case в Уикипедия на руски и английски език. Оригиналните текстове, както и този превод, са защитени от Лиценза „Криейтив Комънс – Признание – Споделяне на споделеното“, а за творби, създадени преди юни 2009 година – от Лиценза за свободна документация на ГНУ. Прегледайте историята на редакциите на оригиналните страници тук и тук, за да видите списъка на техните съавтори. ВАЖНО: Този шаблон се отнася единствено до авторските права върху съдържанието на статията. Добавянето му не отменя изискването да се посочват конкретни източници на твърденията, които да бъдат благонадеждни. |